# Коваль, Павел
Павел Роберт Коваль (пол. Paweł Robert Kowal; р. 22 июля 1975, Жешув, Польша) — польский политик, доктор гуманитарных наук гуманистических, историк, публицист, в 2005—2009 и с 2019 депутат Сейма V, VI и IX созыва, бывший заместитель министра иностранных дел, с 2009 по 2014 депутат Европарламента, в 2011-2013 председатель партии «Польша важнее всего».

## Биография

### Образование и профессиональная деятельность
Выпускник лицея им. Станислава Конарского в городе Люблин. В 1999 году окончил обучение на историческом факультете Ягеллонского университета. В 1996—1998 годах учился в Collegium Invisibile в Варшаве под руководством профессора Кристины Керстен. Принимал участие в исследовательских программах в Якутии, Бурятии и Хакасии. В 1999 году стал ассистентом в Институте политических наук академии наук. В январе 2011 года защитил там докторскую диссертацию на тему «Политика администрации генерала Войцеха Ярузельского в 1986—1989 гг. Попытка реформирования системы власти».
С 1998 по 2000 г. работал в канцелярии премьер-министра Польши, был главой отдела в департаменте иностранных дел. В 2000—2001 гг. занимал должность директора департамента международных отношений и европейской интеграции в Министерстве культуры и национального наследия. С 2001 по 2003 гг. работал экспертом по вопросам восточной политики в Центре международных отношений. В 2003—2005 гг. был директором Мазовецкого центра культуры и искусств. С 2003 года работал экспертом в Музее Варшавского Восстания, был соавтором концепции музея. С 2005 г. возглавлял пресс-службу Президента Варшавы. Автор публицистических статей на тему международной политики.

### Политическая деятельность
В 2002—2005 годах возглавлял Совет района Варшава-Охота. На парламентских выборах в 2005 году был избран депутатом по списку партии Право и справедливость в округе Хшанув. В Сейме к 2006 г. был главой Комитета по вопросам культуры и СМИ, а также заместителем главы фракции Право и справедливость. С 20 июля 2006 года по 22 ноября 2007 года занимал должность государственного секретаря в Министерстве иностранных дел в правительстве Ярослава Качиньского. На парламентских выборах 2007 г. вновь избран депутатом, получив 26 184 голосов. В Сейме был заместителем председателя фракции Право и справедливость, а также заместителем председателя Комитета иностранных дел.
На выборах в Европейского парламента в 2009 году был избран депутатом в избирательном округе Краков, получив 18 614 голосов. В Европарламенте присоединился к группе Альянс европейских консерваторов и реформистов, а также занял пост главы делегации по делам сотрудничества ЕС—Украина.
22 ноября 2010 г. Павел Коваль оставил Право и справедливость и стал соучредителем партии «Польша важнее всего». 4 июня 2011 г. был избран главой партии. 7 сентября того же года вошёл в состав Совета национальной безопасности Польши.

### Общественная деятельность
Возглавлял Молодежную Раду Жешова. В 1996—1998 годах занимал должность президента Ягеллонского Клуба, работал в Центре им. Ярослава Дзельского в Кракове. В 1997—2005 годах работал в Центре политической мысли, в котором руководил программой Политика польского государства по отношению к Полякам на Востоке. Является также участником ассоциации «Польское сообщество», а с 2005 года членом Всемирного объединения Воинов Армии Крайовой. Сотрудничает с Коллегией Восточной Европы им. Яна Новак-Езёраньского в Вроцлаве, 2007 года является членом Коллегии. Занимает место в Совете Института общественных дел. В 2008 году стал почетным членом Добровольной Пожарной Охраны в Хочне.

## Личная жизнь
Женат, имеет четырех детей.

## Награды и почетные звания
- Офицерский крест ордена Возрождения Польши — 2014[4]
- Большой крест Ордена Заслуг — 2008, Португалия[5]
- Орден «За заслуги» третьей степени — 2007[6], Украина (вручено в 2009 р.)
- Серебряная медаль За заслуги в культуре Gloria Artis — 2005[7]
- Серебряная медаль Опекун Мест Национальной Памяти — 2005

## Избранные публикации
- «Мы не украинофилы» (соавтор). — Вроцлав, 2002, 2008, 2012. (укр.)
- «Польское государство по отношению к полякам на Востоке» (соавтор). — Краков, 2000.
- «Влодзимеж Бончковский. О восточных проблемах Польши. Избранные произведения» (соавтор). — Краков, 2000; Вроцлав 2005.
- «„Восточное измерение“ ЕС — шанс или idée fixe польской политики?» (Редактор, соавтор). — Варшава, 2002.
- «Пейзажи с Містраламі в фоне». — Краков, 2011.
- "Конец системы власти. Политика администрации генерала Войцеха Ярузельского в 1986—1989 годах. — Варшава, 2012.
- «Между Майданом и Смоленском». Разговор Петра Легутко и Доброслава Родзєвіча. — Краков: Литературное издательство 2012.